# Прага (ресторан)
«Пра́га» — ныне не работающий московский ресторан, располагавшийся в существующем историческом здании на Арбатской площади на стрелке Старого и Нового Арбата (адрес: Арбат, дом 2).
По имени ресторана был назван торт, рецепт которого придумал начальник кондитерского цеха В. М. Гуральник.

## История
Здание ресторана появилось в XVII веке и много раз перестраивалось. Первоначально это был доходный дом В. И. Фирсановой, где в 1872 году открылся трактир «Прага» с невысокими ценами; его постоянными посетителями были московские извозчики со стоянки на Арбатской площади, которые переиначили название в «Брага».
В 1896 году новым хозяином трактира стал купец Семён Петрович Тарарыкин, выиграв на бильярде у бывшего хозяина. Тарарыкин воспользовался выгодным местоположением (Арбат, Бульварное кольцо, Поварская улица) и превратил трактир в первоклассный ресторан. В 1902 году здание было перестроено по проекту Л. Н. Кекушева, в 1914—1915 годах вновь перестроено А. Э. Эрихсоном.
Владелец ресторана отказался от общего зала, разделив пространство на отдельные кабинеты, что позволило принимать гостей различных сословий и устраивать одновременно несочетаемые мероприятия. В ресторане появились большие зеркала, что считалось новшеством.
Исторически Новый год в ресторане «Прага» отмечали военные (преподаватели Александровского училища, офицеры штаба Московского военного округа) и представители юриспруденции под руководством главного судьи Москвы. Каждая посетительница новогоднего праздника получала от ресторана сувенир. В 1911 году это был веер с видами ресторана, надушенный парижским парфюмом «Коти».
В 1914 году на крыше появилось подобие зимнего сада.
После революции ресторан национализировали, разместили различные магазины, а в 1924 году открыли общедоступную столовую, подшефную расположенному рядом Моссельпрому.
В октябре 1925 года в здание перевели Центральную универсальную научную библиотеку им. Н. А. Некрасова. Здесь она находилась вплоть до 1955 года.
В 1930-х годах через Арбат пролегла правительственная трасса из Кремля на подмосковную дачу Сталина в Кунцеве, поэтому неблагонадёжных выселяли, а столовую закрыли.
Вновь ресторан открылся после большой реконструкции, проведённой по проекту архитектора Б. А. Соболевского, в 1954 году, тогда же появился магазин на первом этаже. В советские времена это был один из престижнейших ресторанов, здесь работали лучшие повара, а гостей принимали в девяти залах (ореховом, пражском, бирюзовом, белом, чешском, мозаичном), ротонде, двух зимних садах и шести кабинетах; летом была открыта веранда. В ресторане в 1970-х гг. был изобретён и затем выпускался (как и на некоторых массовых кондитерских фабриках) желанный и дефицитный торт «Птичье молоко».
В 1995—1997 годах была проведена реконструкция здания, после которой от отделки начала XX века и 1950-х осталась только мраморная парадная лестница, весь остальной оригинальный декор был утрачен. 

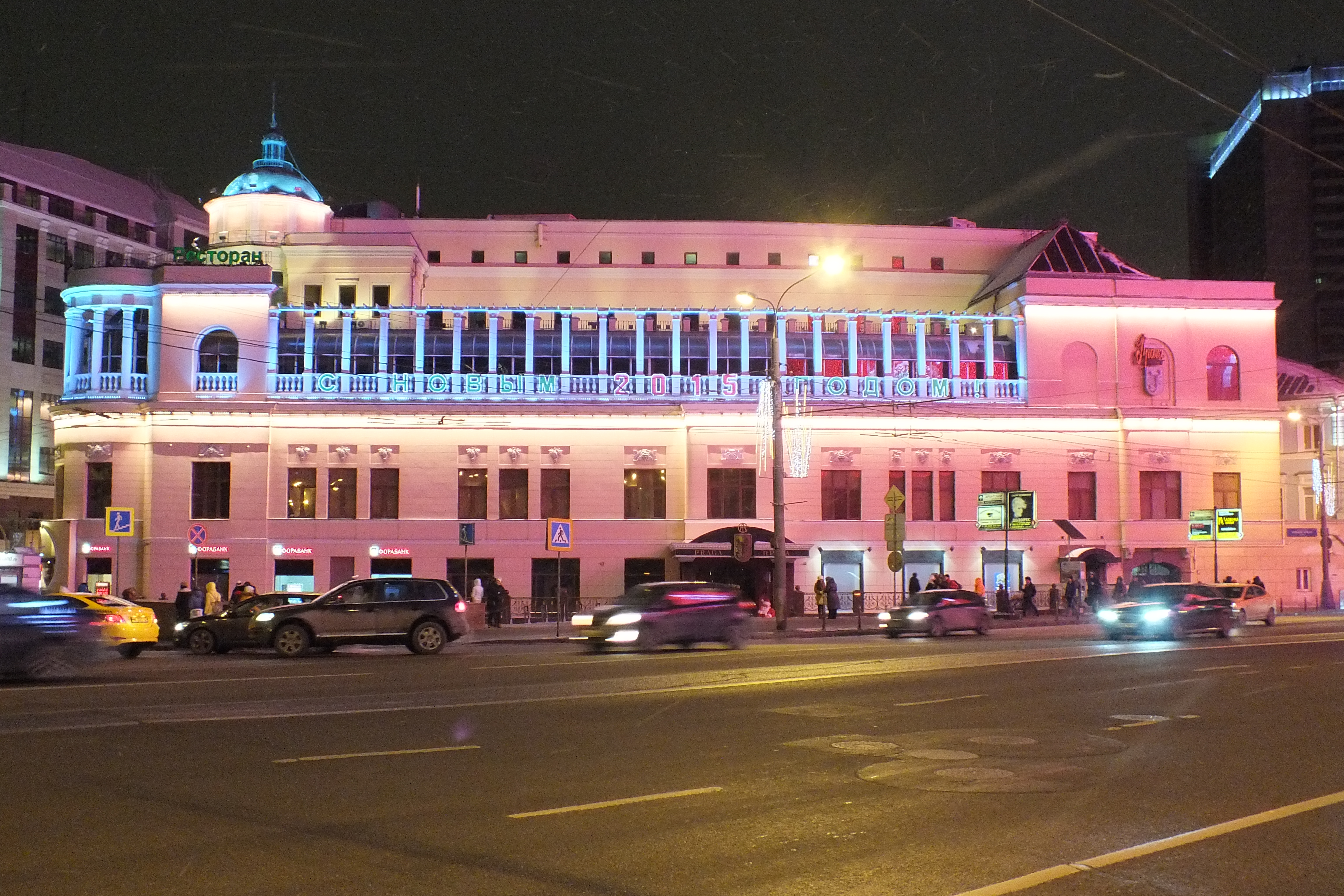
Вид на ресторан в ночной подсветке

## Знаменитости, связанные с рестораном
В 1898 году в «Праге» А. П. Чехов праздновал с мхатовцами премьеру «Чайки».
Там же в 1913 году И. Е. Репиным был устроен банкет по случаю восстановления его картины «Иван Грозный и сын его Иван», изрезанной старообрядцем-иконописцем Абрамом Балашовым, а Лев Толстой устраивал публичные чтения «Воскресения».
После революции это была и просто столовая, и образцово-показательная столовая «Моссельпрома» (куда Ипполит Матвеевич из «Двенадцати стульев» повёз Лизу обедать).
Маяковский посвятил своё стихотворение:

Здоровье — радость, высшее благо,

В столовой Моссельпрома — бывшая «Прага».

Там весело, чисто, светло и уютно,

Обеды вкусны и пиво немутно!

— В. В. Маяковский Реклама столовой Моссельпрома

## Современность
Сейчас в ресторане десять залов, ночной клуб и магазин-кондитерская. Среди залов — европейский, восточный и японский. Готовятся также блюда итальянской, чешской, узбекской, арабской и грузинской кухни. Также есть детское меню.
В магазине-кондитерской продаются фирменные торты «Прага» и «Ленинградский» и другие сладости.
В 2018 году здание ресторана «Прага» планировалось выставить на аукцион (начальная стоимость комплекса площадью почти 10 тыс. кв. метров — 2,2 млрд рублей). Избавиться от одного из самых известных и старейших общепитов столицы решили кредиторы бизнесмена Тельмана Исмаилова. Формально владельцем объекта является компания «Прага-АСТ», признанная в октябре 2017 банкротом. Новым собственником известного ресторана «Прага» станет бизнесмен Мирослав Мельник..
10 октября 2018 года здание ресторана окончательно перестало принимать посетителей. В ближайшие два — три года в здании планировали обустроить музей, посвящённый почти полуторавековой истории развития заведения, но эта идея не была осуществлена. 
В апреле 2021 года владелец ресторана «Прага» Мирослав Мельник привлек к реставрации здания Кирилла Писарева и международную девелоперскую компанию Wainbridge. Компания займётся разработкой концепции, техническим надзором за строительными работами, а также продажей недвижимости. Мельник планирует инвестировать в реставрацию «Праги» 1,7 млрд руб. 
В июне 2022 года объявили о том, что в здании ресторана появятся апартаменты. Власти Москвы одобрили проект, согласно которому площадь здания увеличится на 6,2 тысячи квадратных метров, а исторический ресторан сохранится.